# ستيرلينغ (دائرة انتخابية في المملكة المتحدة)
ستيرلينغ (بالإنجليزية: Stirling)‏ هي إحدى الدوائر الانتخابية في المملكة المتحدة الممثلة في مجلس العموم في برلمان المملكة المتحدة.
عضو البرلمان الذي يمثلها حالياً هو :Mrs Anne McGuire (Lab).